# Chevrier
Pour les articles homonymes, voir Chevrier (homonymie).
Chevrier est une commune française située dans le département de la Haute-Savoie, en région Auvergne-Rhône-Alpes.

## Géographie
Le terroir villageois, d'une étendue fort réduite, se trouve au pied et à l'ombre du mont Vuache, en Haute-Savoie. Le Rhône sépare Chevrier du Pays de Gex (Ain).
Jadis vouée à l'élevage bovin, la commune compte actuellement de nombreux vergers.

## Urbanisme

### Typologie
Au 1er janvier 2024, Chevrier est catégorisée bourg rural, selon la nouvelle grille communale de densité à sept niveaux définie par l'Insee en 2022.
Elle appartient à l'unité urbaine de Vulbens, une agglomération intra-départementale regroupant deux  communes, dont elle est une commune de la banlieue,,. Par ailleurs la commune fait partie de l'aire d'attraction de Genève - Annemasse (partie française), dont elle est une commune de la couronne,. Cette aire, qui regroupe 158 communes, est catégorisée dans les aires de 700 000 habitants ou plus (hors Paris),.

### Occupation des sols
L'occupation des sols de la commune, telle qu'elle ressort de la base de données européenne d’occupation biophysique des sols Corine Land Cover (CLC), est marquée par l'importance des territoires agricoles (49,8 % en 2018), en diminution par rapport à 1990 (54,3 %). La répartition détaillée en 2018 est la suivante : 
forêts (44,2 %), terres arables (26,7 %), zones agricoles hétérogènes (23,2 %), zones urbanisées (4,7 %), eaux continentales (1,2 %).
L'IGN met par ailleurs à disposition un outil en ligne permettant de comparer l’évolution dans le temps de l’occupation des sols de la commune (ou de territoires à des échelles différentes). Plusieurs époques sont accessibles sous forme de cartes ou photos aériennes : la carte de Cassini (XVIIIe siècle), la carte d'état-major (1820-1866) et la période actuelle (1950 à aujourd'hui).

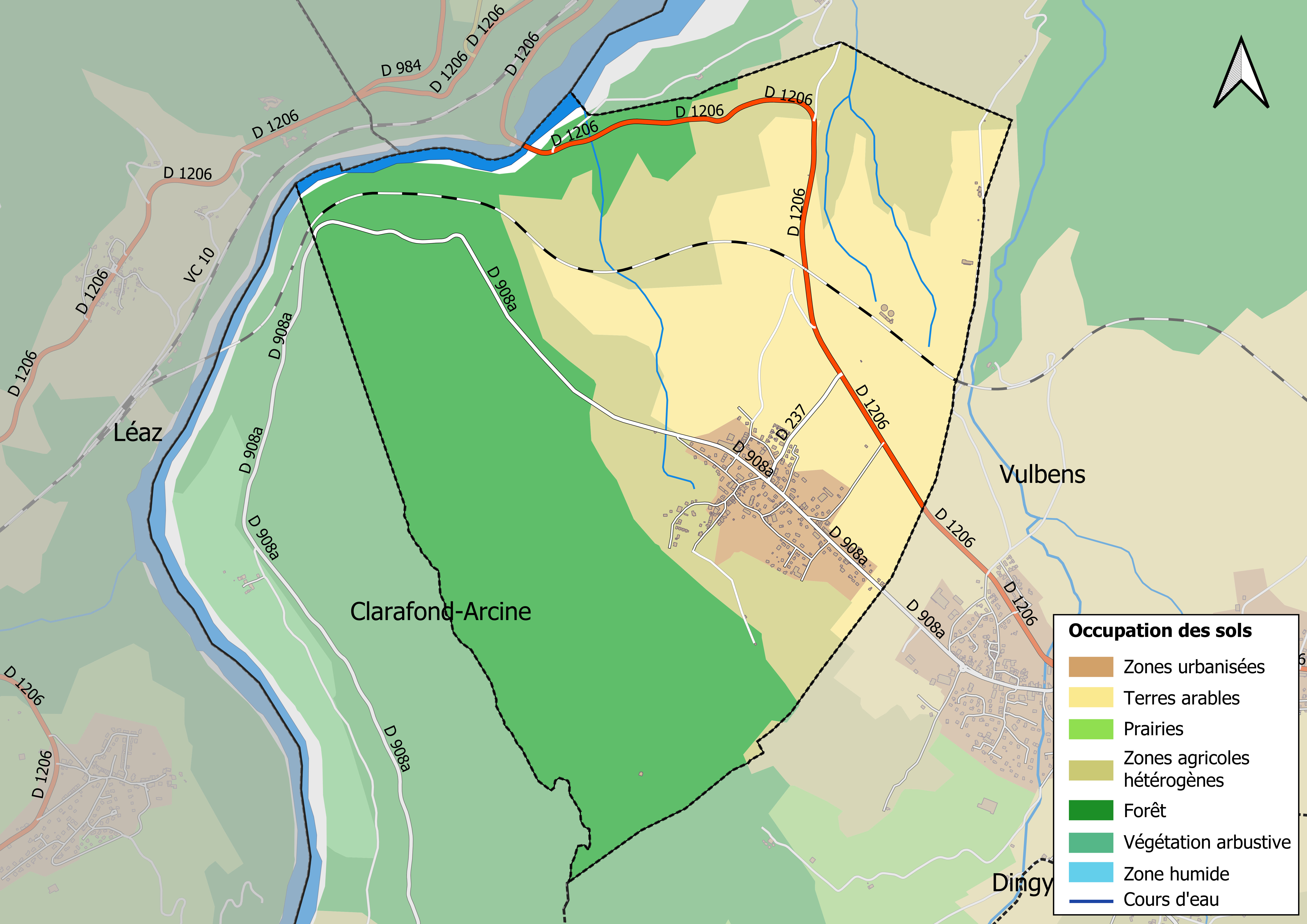
Carte des infrastructures et de l'occupation des sols en 2018 (CLC) de la commune.
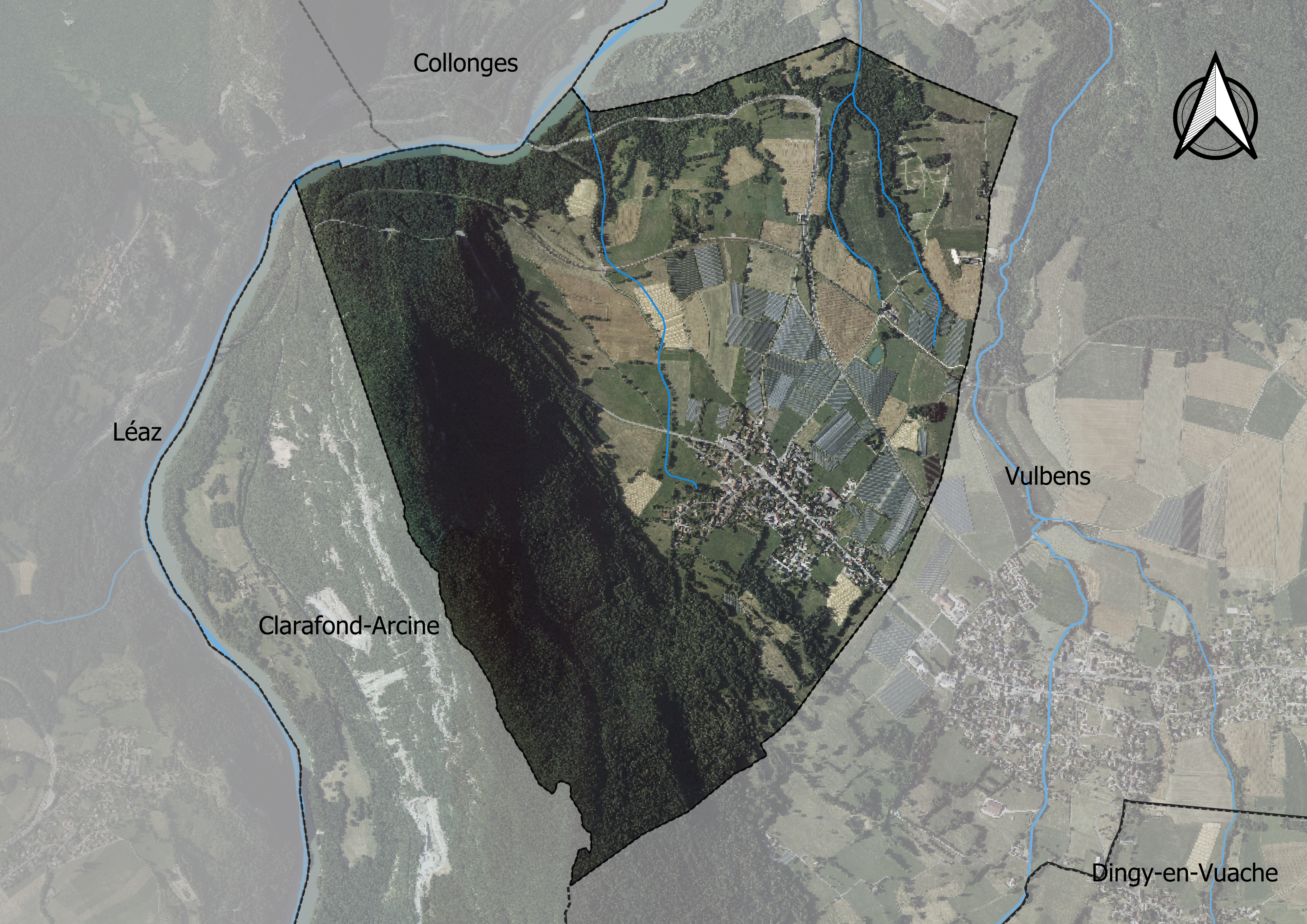
Carte orthophotogrammétrique de la commune.

## Toponymie
Le toponyme actuel est utilisé sous sa forme simple à partir de 1780. Avant cette date, parfois encore au niveau local, on trouve la forme Chevrier en Vuache, Chevrier au Vuache.
Il semble désigner l'éleveur de chèvres, dérivant très probablement de l'ancien français chevrot (latin capra), ou pourrait être un patronyme.
En francoprovençal, le nom de la commune s'écrit Shèvrî, selon la graphie de Conflans.

## Histoire
Le territoire de Chevrier est occupé dès le Néolithique puis à l'époque romaine. Une statue de Bacchus, aujourd'hui conservée au MAH de Genève, est découverte en 1870, à l'occasion « du réaménagement de la route menant au Pont Carnot ».

### Période médiévale
Au Moyen Âge, le village dépend principalement des seigneurs du Vuache dont le château, aujourd'hui disparu, se trouvait à côté de l'église de Vulbens.
Le village avait une église paroissiale aujourd'hui désaffectée et une chapelle dite de Sainte-Victoire au sommet du mont Vuache. Chaque année à la Pentecôte un pèlerinage se déroule à la chapelle Sainte-Victoire.

#### Les Hospitaliers
L'abbaye de Chézery (Pays de Gex) et la commanderie de Compesières (ordre de Saint-Jean de Jérusalem) y détenaient également des droits.

### Période contemporaine
L'ensemble du duché de Savoie opte pour la France lors du plébiscite de 1860.
La route des Murets (1866/67) vers Arcine puis le pont Carnot terminé en 1873 améliorent les transports. Avant cela, les habitants utilisaient le bac à traille de Cologny (Vulbens) pour traverser le Rhône. Le pont de Grésin sous Arcine-Clarafond permettait d’aller dans la vallée de Chézery. Il existait aussi un sentier le long du Rhône vers Bellegarde, mais il a disparu lors de la mise en eau du barrage de Génissiat.
Pendant la première moitié du XIXe siècle, Chevrier se développe ; le nombre des habitants était plus élevé que de nos jours. L'almanach du duché de Savoie note pour 1828 une population de 517 individus (alors qu’en 1978, il y n’y en a plus que 182). Une fruitière est fondée vers 1885.
En mai 1918, un détachement de trente travailleurs coloniaux travaille aux carrières. Le monument aux morts est construit par le tailleur Bouvier avec la pierre de Châtillon-en-Michaille.
Le chemin de fer du PLM faisait une halte à Chevrier où une cabane abritait les voyageurs.
Au cours de la Seconde Guerre mondiale, deux prêtres originaires de Chevrier font passer la frontière aux personnes persécutées par Vichy et les nazis. Il s’agit de l’abbé Marius Jolivet curé à Collonges-sous-Salève et de l’abbé Jean-Joseph Rosay, curé à Douvaine.
En juin 1944, les soldats allemands de Fort l'Écluse font plusieurs incursions à Chevrier. Ils pillent et menacent les habitants. Le 16 août 1944 en fin d'après-midi, les Allemands en provenance de Fort l'Écluse arrivent à Chevrier. Les habitants fuient vers la montagne. Le lendemain 17 août, les habitants et les animaux sont évacués vers la Suisse et les Allemands reviennent à Chevrier. Bilan : 23 maisons incendiées entre l'église et la ferme Chatelain (ex-ferme Burlat) ; une personne âgée - Alphonse Chatelain - est tuée par les Allemands. C’est la partie basse du village de Chevrier qui a été détruite. La reconstruction dura de 1945 à 1954, aidée par des dons suisses, américains, égyptiens, mais aussi de Clarafond, d'Annemasse, , etc..

## Politique et administration
| Période                                  | Période  | Identité          | Étiquette | Qualité                                                                            |
| ---------------------------------------- | -------- | ----------------- | --------- | ---------------------------------------------------------------------------------- |
| maire en 1958                            | ?        | Edmond Marmilloud | MRP       | Cultivateur Président de la MSA de Haute-Savoie Député suppléant de Charles Bosson |
| avant 1988                               | ?        | Bernard Giazzi    |           |                                                                                    |
| mars 2001                                | En cours | Bernard Gaud      | ...       | ...                                                                                |
| Les données manquantes sont à compléter. |          |                   |           |                                                                                    |

## Démographie
Les habitants de la commune sont appelés les Chevriérois.
L'évolution du nombre d'habitants est connue à travers les recensements de la population effectués dans la commune depuis 1793. Pour les communes de moins de 10 000 habitants, une enquête de recensement portant sur toute la population est réalisée tous les cinq ans, les populations de référence des années intermédiaires étant quant à elles estimées par interpolation ou extrapolation. Pour la commune, le premier recensement exhaustif entrant dans le cadre du nouveau dispositif a été réalisé en 2007.

En 2022, la commune comptait 717 habitants, en évolution de +38,68 % par rapport à 2016 (Haute-Savoie : +6,01 %, France hors Mayotte : +2,11 %).
| 1793 | 1800 | 1806 | 1822 | 1838 | 1848 | 1858 | 1861 | 1866 |
| ---- | ---- | ---- | ---- | ---- | ---- | ---- | ---- | ---- |
| 260  | 214  | 218  | 403  | 468  | 469  | 442  | 394  | 387  |

| 1872 | 1876 | 1881 | 1886 | 1891 | 1896 | 1901 | 1906 | 1911 |
| ---- | ---- | ---- | ---- | ---- | ---- | ---- | ---- | ---- |
| 398  | 374  | 331  | 357  | 352  | 348  | 323  | 309  | 280  |

| 1921 | 1926 | 1931 | 1936 | 1946 | 1954 | 1962 | 1968 | 1975 |
| ---- | ---- | ---- | ---- | ---- | ---- | ---- | ---- | ---- |
| 257  | 253  | 228  | 231  | 187  | 184  | 194  | 182  | 182  |

| 1982 | 1990 | 1999 | 2006 | 2007 | 2012 | 2017 | 2022 | - |
| ---- | ---- | ---- | ---- | ---- | ---- | ---- | ---- | - |
| 203  | 221  | 306  | 350  | 356  | 439  | 545  | 717  | - |

## Culture locale et patrimoine

### Lieux et monuments

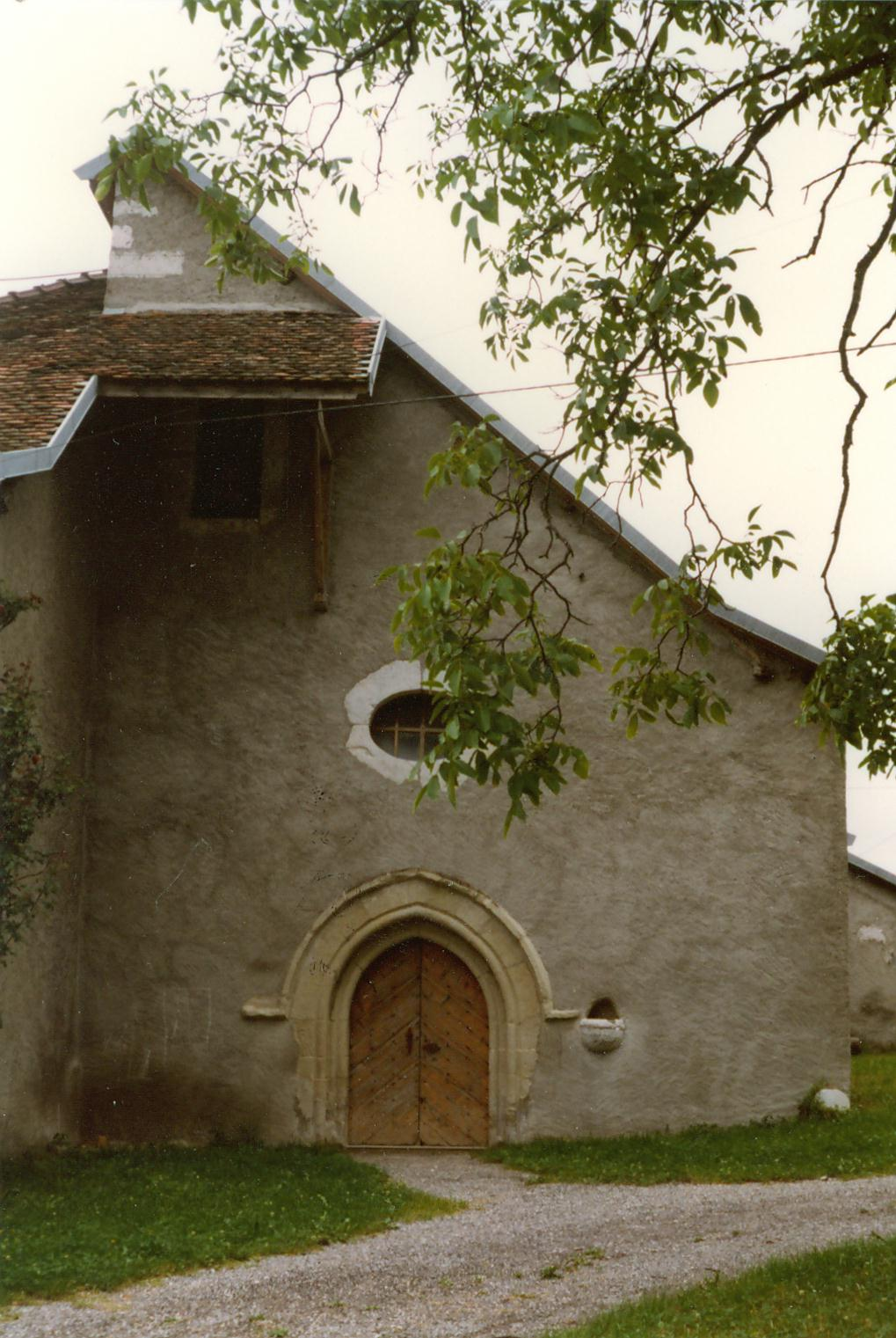
Ancienne église paroissiale.
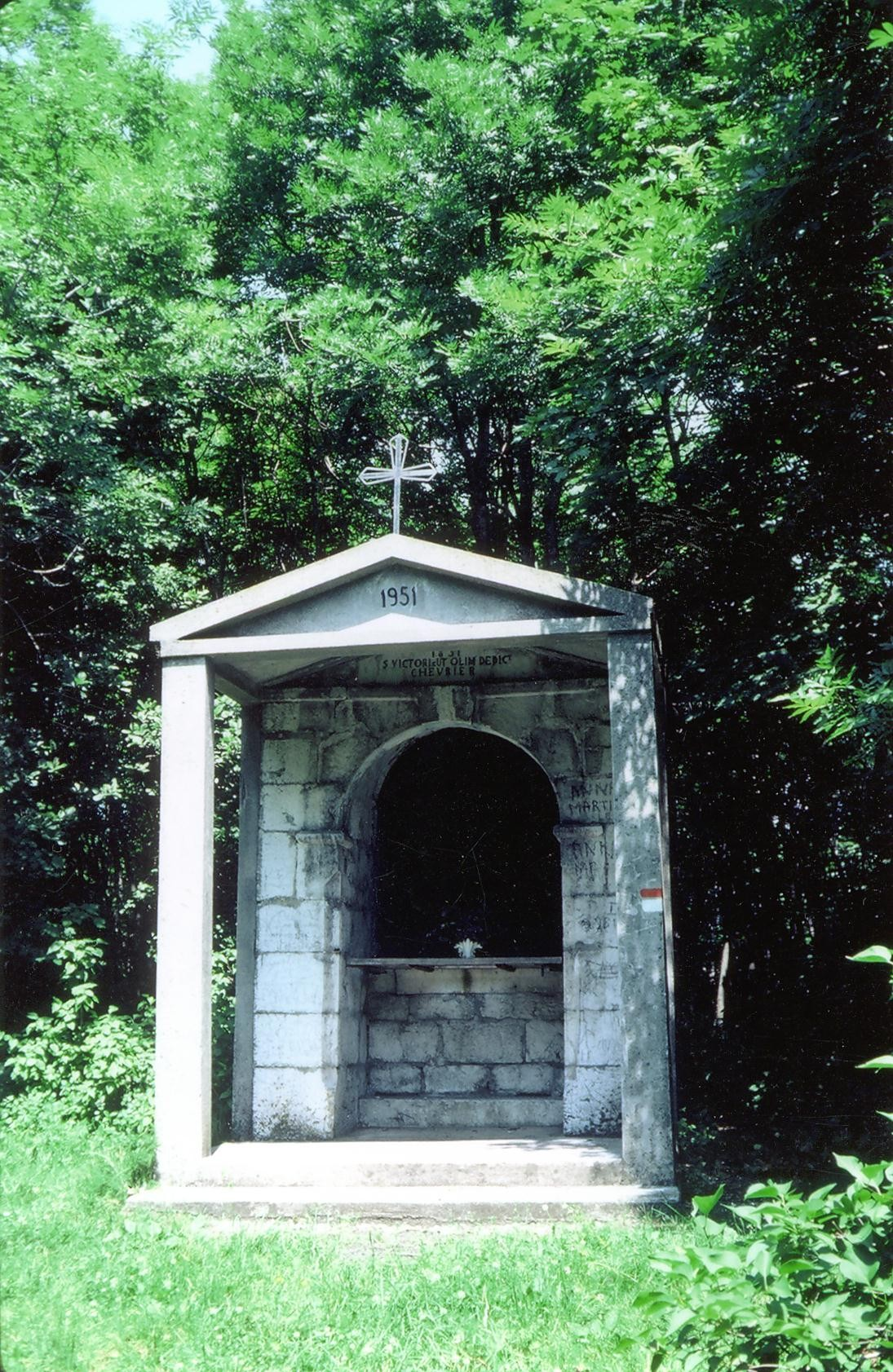
Chapelle Sainte-Victoire (1851), au sommet du Vuache.

- L'ancienne église paroissiale de Chevrier, à l'architecture complexe, jadis sous la protection de saint Martin[20].

On entre par un portail en cintre brisé typique de la période 1450-1500. La nef comporte une chapelle au sud et un chevet rectangulaire voûté en berceau brisé, survivance romane tardive. Les fenêtres paraissent plus récentes. Dans le chœur, deux fenêtres entourées de bandeaux fleuris surmontés de vases de fleurs. Des panneaux analogues se trouvent dans les embrasements. Sur le mur nord, on peut voir une guirlande de fleurs au-dessus d’un bandeau de feuillage. Au centre, une corbeille de fleurs et un évêque. À droite, l’archange saint Michel. Sur la partie gauche de l’arc triomphal, une Visitation et une corne d’abondance. L'ensemble des peintures du chœur serait italianisant et daterait de 1745. Le mur nord de la nef porte aussi sept panneaux peints : enfance du Christ, vie de la Sainte Famille et Passion. Sous les deux derniers panneaux, un personnage tient une palme et un livre (sainte Victoire ?). De quand datent ces peintures de la nef ? Au début du XVIe siècle, les Genevois devinrent protestants tandis que la Savoie était comme un avant-poste du catholicisme. Le commerce rhodanien reliait alors la région aux contrées méridionales. L’ensemble fut donc probablement réalisé à l’époque de la Réforme catholique ; la période 1665-1745 semble plausible. L'église fut abandonnée par le culte en 1793, puis restituée en 1821 comme chapelle dédiée à saint Joseph.
- Le vieux village de Chevrier, le long du chemin qui monte à la montagne, a de belles maisons anciennes. On distingue à droite en montant la grande ferme des Burlat, anciens notables du village aux XVIIIe et XIXe siècles.
- Pont Carnot.
- Au sommet du mont Vuache se niche la chapelle de sainte Victoire.

Une légende affirme qu’il s’y trouvait un couvent de moniales. Il aurait été attaqué par les Sarrasins et Victoire aurait bondi par-dessus le Rhône jusqu’au rocher de Léaz. Une autre légende affirme que l’agresseur était le seigneur d’Arcine. Certains récits présentent une version totalement différente selon laquelle les moniales fuyaient depuis la Semine.
Il y a peu, on affirmait qu’en patois Sainte Victoire se prononçait Sainte Avintire et on traduisait avantire par "avant-toit" parce que le Vuache protégerait Vulbens de la pluie. La première mention écrite du toponyme date de 1296. Quatre bâtiments s’y succédèrent :
- Une construction gallo-romaine.
- Un bâtiment de dix mètres sur douze avec des tombes. Un document de 1467 mentionne une « chapelle de la Bienheureuse-Victoire sise sur le mont Vuache, dans laquelle, comme on l'assure, reposent plusieurs corps de saints ». Il ajoute qu'elle a besoin de réparations.
- Puis on construisit une chapelle plus petite qui tomba en ruines au XVIIIe siècle.
- La chapelle actuelle date de 1851. Le clergé local voulait effacer les « fautes » de la période révolutionnaire. Jusque vers 1930 certaines femmes s’y rendaient parce qu’il y avait une souche remplie d'eau de pluie guérissant les maux de têtes, surdités, migraines, etc. À quelques mètres, il y a une cavité nommée le puits de l’Ermite, un lilas planté en 1927 et une enceinte antérieure aux Romains. Chaque printemps un pèlerinage s’y déroule.
- Les maisons le long de la route de Vulbens à Arcine sont récentes, cette partie du village ayant été incendiée par les soldats allemands en août 1944.

### Personnalités liées à la commune
- Jean Rosay (abbé) (1902-1945), originaire de Chevrier, curé de Douvaine (74) en 1941. Fait passer plusieurs personnes en Suisse par Veigy. Déporté à Auschwitz, Birkenau et Bergen-Belsen, matricule (186.350). Décoré de la médaille des Justes parmi les nations.
- Marius Jolivet (abbé) (v. 1905-1964), originaire de Chevrier, curé de Collonges-sous-Salève (74) en 1941. Fait passer plusieurs personnes en Suisse. Agent de liaison pour la Résistance. Décoré de la médaille des Justes parmi les Nations.
- Paul Collomb (1921-2010), peintre et lithographe, inhumé au cimetière du village.